# Cirrhaea nasuta
Cirrhaea nasuta är en orkidéart som beskrevs av Alexander Curt Brade. Cirrhaea nasuta ingår i släktet Cirrhaea och familjen orkidéer. Inga underarter finns listade i Catalogue of Life.